# Geel varkensoor
Het geel varkensoor (Otidea cantharella) is een soort van apotheciale schimmel die behoort tot de familie Otideaceae. Het komt voor in loofbos.

## Kenmerken
De vruchtlichamen zijn oorvormig en hebben een hoogte van 1 tot 5 cm. De kleur is zwavelgeel.
De ascosporen zijn elliptisch, voorzien van twee oliedruppels en meten 10-12 × 5-6 µm. De ascus kleurt niet blauw met iodine en is 150 × 10 µm groot.

## Verspreiding
Het geel varkensoor komt zeer zeldzaam in Nederland voor. Het staat op de rode lijst in de categorie 'Gevoelig'.